# Ursulina de Jesus
Ursulina de Jesus, död 1754, var en brasiliansk kvinna som avrättades för häxeri. 
Hon var gift med Sebastiano de Jesus, som hade en viktig ställning i staden São Paulo. Hon anmäldes för häxeri av sin make, som anklagade henne för att ha gjort honom steril med hjälp av trolldom. Hennes makes älskarinna Cesaria vittnade också mot henne och bekräftade hennes makes vittnesmål. 
Ursulina de Jesus dömdes till döden för kätteri på grund av sin användning av häxkonst. Hon avrättades genom bränning på bål. 